# Thomas Drage
Thomas Drage, född 20 februari 1992 i Mosjøen, är en norsk fotbollsspelare som spelar för som spelar för den gibraltarska klubben Europa Point FC.

## Karriär
Inför säsongen 2016 värvades Drage av Varbergs BoIS. Han gjorde fyra mål på 12 matcher för klubben.
I juli 2016 värvades Drage av Falkenbergs FF. Efter säsongen 2016 lämnade han klubben.
I mars 2017 gick Drage till Bodø/Glimt, där han skrev på ett tvåårskontrakt. I mars 2019 värvades Drage av Fredrikstad, där han skrev på ett halvårskontrakt. Kontraktet förlängdes senare över resten av säsongen 2019. I september 2019 förlängde Drage sitt kontrakt med två år. I januari 2021 skrev han på ett nytt treårskontrakt med Fredrikstad.